# سعید بن سعید
سعید بن سعید (فرانسوی: Saïd Ben Saïd‎؛ زادهٔ ۱۱ ژوئیهٔ ۱۹۶۶) تهیه‌کننده فیلم اهل فرانسه است. از آثار وی می‌توان به بندتا (محصول ۲۰۲۱) اشاره کرد.